# Кубок Ірландії з футболу 2006
Кубок Ірландії з футболу 2006 — 86-й розіграш кубкового футбольного турніру в Ірландії. Переможцем вчетверте став Деррі Сіті.

## Календар
| Раунд        | Дата                                                     | Матчі | Клуби   |
| ------------ | -------------------------------------------------------- | ----- | ------- |
| Перший раунд | 23 квітня 2006, 30 квітня - 7 травня 2006 (перегравання) | 10+5  | 42 → 32 |
| 1/16 фіналу  | 26-28 травня 2006, 29-30 травня 2006 (перегравання)      | 16+3  | 32 → 16 |
| 1/8 фіналу   | 25-27 серпня 2006, 28-29 серпня 2006 (перегравання)      | 8+3   | 16 → 8  |
| 1/4 фіналу   | 29 вересня - 1 жовтня 2006, 5 жовтня 2006 (перегравання) | 4+1   | 8 → 4   |
| 1/2 фіналу   | 27-29 жовтня 2006, 31 жовтня 2006 (перегравання)         | 2+1   | 4 → 2   |
| Фінал        | 3 грудня 2006                                            | 1     | 2 → 1   |

## 1/16 фіналу
| Команда 1           | Рахунок | Команда 2            |
| ------------------- | ------- | -------------------- |
| 26 травня 2006      |         |                      |
| Атлон Таун          | 2:1     | Голвей Юнайтед       |
| Лонгфорд Таун       | 2:1     | Корк Сіті            |
| Богеміан            | 3:1     | Вотерфорд Кристал    |
| Брей Вондерерз      | 2:2     | Кілдер Каунті        |
| Лімерик             | 0:0     | Дроеда Юнайтед       |
| Вотерфорд Юнайтед   | 5:0     | Дуглас Холл          |
| 27 травня 2006      |         |                      |
| Бангор Селтік       | 1:3     | Шелбурн              |
| Бларні Юнайтед      | 1:3     | Деррі Сіті           |
| Керрігелайн Юнайтед | 0:4     | Слайго Роверз        |
| Дублін Сіті         | 0:0     | Монахан Юнайтед      |
| Дандолк             | 1:0     | Ков Рамблерс         |
| Фінн Гарпс          | 1:0     | Крамлін Юнайтед      |
| Кілкенні Сіті       | 0:2     | ЮКД                  |
| 28 травня 2006      |         |                      |
| Каслбар Селтік      | 0:2     | Шемрок Роверс        |
| Малахайд Юнайтед    | 0:2     | Сент-Патрікс Атлетік |
| Вейсайд Селтік      | 0:1     | Кіллестер Юнайтед    |

Перегравання
| Команда 1       | Рахунок | Команда 2      |
| --------------- | ------- | -------------- |
| 29 травня 2006  |         |                |
| Кілдер Каунті   | 0:1     | Брей Вондерерз |
| Дроеда Юнайтед  | 0:1     | Лімерик        |
| 30 травня 2006  |         |                |
| Монахан Юнайтед | 2:4 дч  | Дублін Сіті    |

## 1/8 фіналу
| Команда 1            | Рахунок | Команда 2      |
| -------------------- | ------- | -------------- |
| 25 серпня 2006       |         |                |
| Шемрок Роверс        | 1:1     | Богеміан       |
| Вотерфорд Юнайтед    | 1:1     | Лонгфорд Таун  |
| 26 серпня 2006       |         |                |
| Фінн Гарпс           | 0:0     | Атлон Таун     |
| Слайго Роверз        | 2:1     | Брей Вондерерз |
| Сент-Патрікс Атлетік | 2:0     | Дандолк        |
| ЮКД                  | 3:1     | Лімерик        |
| 27 серпня 2006       |         |                |
| Шелбурн              | 0:1     | Деррі Сіті     |
| Кіллестер Юнайтед    | +:-     | Дублін Сіті    |

Перегравання
| Команда 1      | Рахунок | Команда 2         |
| -------------- | ------- | ----------------- |
| 28 серпня 2006 |         |                   |
| Лонгфорд Таун  | 1:0     | Вотерфорд Юнайтед |
| 29 серпня 2006 |         |                   |
| Богеміан       | 0:2     | Шемрок Роверс     |
| Атлон Таун     | 3:2 дч  | Фінн Гарпс        |

## 1/4 фіналу
| Команда 1            | Рахунок | Команда 2         |
| -------------------- | ------- | ----------------- |
| 29 вересня 2006      |         |                   |
| Сент-Патрікс Атлетік | 4:1     | Лонгфорд Таун     |
| 30 вересня 2006      |         |                   |
| Атлон Таун           | 1:2     | Шемрок Роверс     |
| Слайго Роверз        | 0:0     | Кіллестер Юнайтед |
| 1 жовтня 2006        |         |                   |
| Деррі Сіті           | 2:0     | ЮКД               |

Перегравання
| Команда 1         | Рахунок | Команда 2     |
| ----------------- | ------- | ------------- |
| 5 жовтня 2006     |         |               |
| Кіллестер Юнайтед | 3:4 дч  | Слайго Роверз |

## 1/2 фіналу
| Команда 1      | Рахунок | Команда 2            |
| -------------- | ------- | -------------------- |
| 27 жовтня 2006 |         |                      |
| Шемрок Роверс  | 0:2     | Сент-Патрікс Атлетік |
| 29 жовтня 2006 |         |                      |
| Слайго Роверз  | 0:0     | Деррі Сіті           |

Перегравання
| Команда 1      | Рахунок | Команда 2     |
| -------------- | ------- | ------------- |
| 31 жовтня 2006 |         |               |
| Деррі Сіті     | 5:0     | Слайго Роверз |

## Фінал
| 3 грудня 2006 |

| Деррі Сіті                                           | 4:3 дч   | Сент-Патрікс Атлетік                         |
| ---------------------------------------------------- | -------- | -------------------------------------------- |
| Фаррен 25' Делейні 84' Хаттон 106' Бреннан 109' (аг) | Протокол | Малкейхі 19' Моллой 74' (пен.) О'Коннор 103' |

| Ленсдаун Роуд, Дублін Глядачів: 16 022 Арбітр: Дам'єн Хенкок |